# Almucantarat

La sfera celeste con evidenziati in rosso lo zenith e un almucantar. In grigio il piano dell'orizzonte astronomico, in blu l'emisfero invisibile. In azzurro sono evidenziati il polo nord celeste e la traiettoria apparente percorsa da un astro.

Almucàntarat (dall'arabo al-muqantarāt, ponte ad arco), a volte anche almucantar o almacantara, è il termine con cui in astronomia si definisce il parallelo della sfera celeste nel sistema di riferimento che ha nello zenit il proprio polo nord. Un almucantarat individua, pertanto, i punti aventi la medesima altezza, indicata con h.
L'altezza nulla è assegnata all'orizzonte, che è anche l'almucantarat di raggio massimo. Gli almucantar dell'emisfero visibile hanno altezza positiva dove h=90° individua lo zenit. Gli almucantar dell'emisfero invisibile hanno altezza negativa, o depressa, dove h=-90° individua il nadir. 
L'altezza di un almucantarat è correlata alla distanza zenitale (DZ), ovvero all'angolo compreso tra lo zenit e l'almucantarat, dalla formula: DZ= 90° - h.
Nel loro moto apparente gli astri attraversano almucantarat di altezza diversa, avendo altezza nulla quando sorgono o tramontano e raggiungendo la massima altezza in corrispondenza al transito sopra il meridiano celeste dell'osservatore.
L'individuazione dell'almucantarat degli astri di riferimento ha sempre ricoperto un'importanza fondamentale per l'orientamento dei naviganti e nel corso della storia sono stati sviluppati vari strumenti per la sua misurazione: la balestriglia, il quadrante e il sestante.